# Bistum Baie-Comeau
Das Bistum Baie-Comeau (lat.: Dioecesis Sinus Comoënsis) ist eine in Kanada gelegene römisch-katholische Diözese mit Sitz in Baie-Comeau.

## Geschichte
Das Bistum Baie-Comeau wurde am 29. Mai 1882 durch Papst Leo XIII. aus Gebietsabtretungen des Bistums Rimouski als Apostolische Präfektur Sankt-Lorenz-Golf errichtet. Am 12. September 1905 wurde die Apostolische Präfektur Sankt-Lorenz-Golf durch Papst Leo XIII. zum Apostolischen Vikariat erhoben. Das Apostolische Vikariat Sankt-Lorenz-Golf gab am 13. Juli 1945 Teile seines Territoriums zur Gründung des Apostolischen Vikariates Labrador ab.
Am 24. November 1945 wurde das Apostolische Vikariat Sankt-Lorenz-Golf durch Papst Pius XII. zum Bistum erhoben. Das Bistum Sankt-Lorenz-Golf wurde am 29. Februar 1960 in Bistum Hauterive umbenannt. Am 14. Juli 1986 erfolgte die Umbenennung in Bistum Baie-Comeau. Teile des Gebietes des aufgelösten Bistums Labrador City-Schefferville wurden am 31. Mai 2007 an das Bistum Baie-Comeau angegliedert.
Das Bistum Baie-Comeau ist dem Erzbistum Rimouski als Suffraganbistum unterstellt.

## Ordinarien

### Apostolische Präfekten vom Sankt-Lorenz-Golf
- 1882–1892 François-Xavier Bossé
- 1892–1903 Michel-Thomas Labrecque
- 1903–1905 Gustave Maria Blanche CIM

### Apostolische Vikare vom Sankt-Lorenz-Golf
- 1905–1916 Gustave Maria Blanche CIM
- 1917–1920 Patrice Alexandre Chiasson CIM, dann Bischof von Chatham
- 1922–1938 Julien-Marie Leventoux CIM
- 1938–1945 Napoléon-Alexandre Labrie CIM

### Bischöfe vom Sankt-Lorenz-Golf
- 1945–1956 Napoléon-Alexandre Labrie CIM
- 1956–1960 Gérard Couturier

### Bischöfe von Hauterive
- 1960–1974 Gérard Couturier
- 1975–1979 Jean-Guy Couture, dann Bischof von Chicoutimi
- 1979–1986 Roger Ébacher

### Bischöfe von Baie-Comeau
- 1986–1988 Roger Ébacher, dann Bischof von Gatineau-Hull
- 1988–1990 Maurice Couture RSV, dann Erzbischof von Québec
- 1990–2008 Pierre Morissette, dann Bischof von Saint-Jérôme
- 2008–2025 Jean-Pierre Blais
- seit 2025 Pierre Charland OFM